# Skryje (district de Havlíčkův Brod)
Pour les articles homonymes, voir Skryje.
Skryje (en allemand : Skrej) est une commune du district de Havlíčkův Brod, dans la région de Vysočina, en République tchèque. Sa population s'élevait à 188 habitants en 2020.

## Géographie
Skryje se trouve à 4 km au nord-nord-est de Golčův Jeníkov, à 28 km à l'est-nord-ouest de Havlíčkův Brod, à 51 km au nord-nord-ouest de Jihlava et à 80 km à l'est-sud-est de Prague.
La commune est limitée par Okřesaneč, Hostovlice et Žleby au nord, par Zvěstovice à l'est, par Golčův Jeníkov au sud et à l'ouest.

## Histoire
La première mention écrite de la localité date de 1464.

## Administration
La commune se compose de trois quartiers :
- Skryje
- Hostačov
- Chrastice